# Apple M1 Max
Ne doit pas être confondu avec Apple M1 Pro.
Pour un article plus général, voir Apple_silicon.
 (octobre 2021).
Apple M1 Apple M1 Ultra
L'Apple M1 Max est un système sur une puce ARM 64 bits pour ordinateur portable conçu par Apple. Il est annoncé le 18 octobre 2021 en même temps que l'Apple M1 Pro, tous les deux des variantes plus puissantes de l'Apple M1. Comme son prédécesseur, il est gravé en 5 nanomètres et est fabriqué par TSMC. Il embarque 57 milliards de transistors.

## Conception

### CPU
L'Apple M1 Max embarque un CPU big.LITTLE à 10 cœurs, avec 8 cœurs à hautes performances et 2 cœurs à haute efficacité énergétique. Il est selon les dires d'Apple 70% plus rapide que celui du M1, 3,7 fois plus rapide que le Intel Core i7 du précédent MacBook Pro 13 pouces Intel et 2 fois plus rapide que le Intel Core i9-9980HK du précédent MacBook Pro 16 pouces.

### GPU
Il est équipé d'un GPU à 24 ou 32 cœurs avec 128 unités d'exécution par cœur et d'une vitesse de calcul allant jusqu'à 10,4 TFLOPS. Il serait 4 fois plus rapide que celui du M1, 4 fois plus rapide que l'AMD Radeon Pro 5600M du MacBook Pro 16 pouces précédent et 13 fois plus rapide que le Intel Core i7 du précédent MacBook Pro 13 pouces.

### Mémoire vive
L'Apple M1 Max est configurable avec 16, 32 ou 64 Go de mémoire vive LPDDR5-6400 avec un bus mémoire de 512 bits. La bande passante excède les 400 Go/s.

## Produits
L'Apple M1 Max est présent dans les MacBook Pro 14 pouces et 16 pouces de 2021, ainsi que dans la version de base du Mac Studio.